# Еджмонт (сериал)
„Еджмонт“ (на английски: Edgemont) е канадски телевизионен сериал, излъчван от 2001 до 2005 г. Той се върти около всекидневните проблеми на тийнейджърите в Еджмонт, измислено предградие на Ванкувър, Британска Колумбия. Шоуто има сюжетни линии, които много напомнят на сапунена опера, но се излъчва в сезони, много подобни на скъпо телевизионно предаване. Той е по образеца на предавания като Grange Hill, Heartbreak High и Degrassi.

## „Еджмонт“ в България
В България всички епизоди на сериала са излъчени през 2008 г. по TV7 с разписание всяка неделя от 10:00. Повторенията са излъчени по Super 7. В дублажа участва Елена Пеева.